# Славна революція
Сла́вна револю́ція (англ. Glorious Revolution) — події англійської історії 1688 року, що супроводжували скинення з престолу Якова II і зведення на його місце Вільгельма III Оранського з дружиною Марією II (донькою Якова ІІ) як співправителів.

## Передісторія
Після смерті бездітного Карла II у лютому 1685 року на трон Англії та Шотландії вступив його брат герцог Йоркський під ім'ям Якова II. Англійське суспільство, яке пам'ятало події Англійської революції, поставилося до нього лояльно. Обраний парламент складався здебільшого з торі, які надавали королю повну підтримку у боротьбі з вігами.
Через декілька місяців після коронації Яків II почав відкрито проводити абсолютистську політику. Під приводом боротьби з дрібними бунтами король створив постійну 40-тисячну армію, в якій служили не лише англійські, але й шотландські, ірландські, французькі, італійські та німецькі найманці. У листопаді 1685 року парламент було розпущено, і Яків II почав правити без представницького органу.
Не довіряючи англіканським єпископам, частина яких була пов'язана з вігами, король вирішив використати сприятливу ситуацію для офіційного відновлення в Англії католицької церкви. 12 лютого 1687 року в Шотландії і 4 квітня того ж року в Англії Яків II видав «Декларацію про релігійну терпимість», якою скасував кримінальне переслідування релігійних меншин. Хоча декларація стосувалась і т. зв. дисидентів, протестантів, що відокремились від материнських церков, політика «релігійної терпимості» протестантською більшістю була сприйнята як спроба розширення впливу католиків.
У квітні 1688 року Яків II видав «Декларацію про віротерпимість», якою фактично анулював «Акт про присягу», що відкрило католикам доступ до вищих державних посад. Подану на знак протесту петицію сімох англіканських єпископів на чолі з Вільямом Санкрофтом, архієпископом Кентерберійським, король сприйняв як заколот, підписанти були заарештовані за звинуваченням у «крамольному наклепі» на верховну владу. Суд їх виправдав, однак невдоволення прокатолицькою політикою короля назрівало дедалі більше.
Деякий час опоненти Якова II сподівалися на смерть вже немолодого короля, після чого трон зайняла б його дочка-протестантка Марія, одружена з правителем Нідерландів Вільгельмом Оранським. Ці надії підживлювались хворобливим і депресивним станом королеви Марії Моденської, яка вже кілька років не могла прийти до тями після смерті малолітніх дітей. Її стан був настільки важкий, що вже почалось дипломатичне листування з пошуку кандидатури нової королеви, але несподівано для всіх 10 червня 1688 року у 55-річного Якова II народився син Джеймс Френсіс Едвард. Поява спадкоємця престолу, що загрожувало воцарінням в Англії католицької династії, стала поштовхом до перевороту: 30 червня (10 липня) 1688 року група з семи дворян — Чарльз Талбот, граф Шрусбері, Вільям Кавендіш, граф Девоншира, Томас Осборн, граф Денбі, віконт Річард Ламлі, єпископ Лондона Генрі Комптон, сер Едвард Рассел і сер Генрі Сідней — написала лист Вільгельму Оранському, закликаючи його з військом прибути до Англії, де його підтримають «дев'ятнадцять із двадцяти дворян, незадоволених нинішнім урядом».

## Перебіг подій
5 (15) листопада 1688 року Вільгельм Оранський висадився на англійський берег біля містечка Торбей у Девонширі. Армія вторгнення (40 тисяч піхотинців і 5 тисяч кавалеристів) складалася майже повністю із протестантів, зокрема англійських вігів-емігрантів та прусських союзників. На її штандарті були написані слова «Я підтримуватиму протестантизм і свободу Англії».
Остерігаючись можливих внутрішніх ускладнень і заворушень, Яків II відмовився від допомоги французьких експедиційних підрозділів і 19 листопада прибув до Солсбері, де зібралось 19-тисячне військо. Проте на вірність офіцерства надії було мало — вже наступного дня, після звістки про першу сутичку між англо-нідерландськими розвідувальними підрозділами під Вінкантоном у графстві Сомерсет, більшість командирів дезертирували. 24 листопада проти Якова II відкрито виступив його близький соратник генерал Джон Черчилль, граф Мальборо, ще через два дні — молодша дочка Анна. Це паралізувало волю Якова, який відмовився від подальшої боротьби і, побоюючись, що подальший опір лише погіршить його майбутню долю, 8 грудня наказав розпустити армію поблизу Редінга. В ніч на 10 грудня він викинув у Темзу Велику печатку, без якої не можна було скликати парламент і затвердити хоча б якийсь державний документ, і спробував з дружиною втекти до Франції, але 11 грудня був затриманий рибалками на острові Шеппі в Кенті.
Того ж дня 27 кліриків і дворян утворили Тимчасовий уряд, який закликав Якова повернутися до столиці і порозумітись зі своїм зятем, який 17 грудня з військом вступив у Лондон, де був радо зустрітий містянами. Проте наміру вести переговори з англійським королем нідерландський штатгальтер не мав і спроб зустрітися з ним віч-на-віч уникав. Щоб не бути звинуваченим у порушенні своєї обіцянки не усувати Якова II з престолу, він дав наказ не затримувати англійського короля при спробі знову залишити межі Англії. Розуміючи безвихідь ситуації і пам'ятаючи долю свого батька, який склав голову на ешафоті, 18 грудня Яків II знову залишив Лондон, дістався Рочестера, звідки через п'ять днів з дружиною і сином вирушив до Франції.
28 грудня Тимчасовий уряд оголосив про скликання на 22 січня 1689 року парламенту, який через відсутність короля було названо конвенцією (конвентом) парламентарів. Єдності щодо майбутнього держави не було: віги, які мали більшість у нижній палаті пропонували оголосити королем Вільгельма Оранського, торі виступали за проголошення королевою лише його дружини Марії, помірковані парламентарі — за проголошення монархами їх обох. Вільгельм у приватних розмовах з лідерами партій і фракцій давав зрозуміти, що на роль консорта не погодиться і з військом повернеться на батьківщину, залишивши Англію під загрозою повернення Якова II на багнетах французької армії. Компроміс був знайдений 29 січня 1689 року: палата громад висловилась за те, щоб вважати втечу Якова II «самоусуненням від влади».
13 лютого 1689 року Вільгельм III Оранський та його дружина Марія були проголошені королем і королевою Англії та Ірландії. 11 квітня співправителі були короновані у Вестмінстерському абатстві. 11 травня 1689 року Вільгельм Оранський як Вільгельм II і Марія Стюарт як Марія II зійшли на престол Шотландії.

## Наслідки
Ще на початку 1689 року парламент представив новому королю декларацію, в якій перераховувались злочини та зловживання Якова II і викладалися вимоги, що стосувалися релігійної та політичної свободи. Вільгельм і Марія пізніше прийняли нове положення конституції, Білль про права 1689 року, що гарантував перевагу влади парламенту над владою монарха. Документ був радісно зустрінутий лордами та буржуазією. Оскільки своєї перемоги вони домоглися без військового протистояння, революцію прозвали Славною, підкреслюючи, таким чином, її безкровний характер.
Незважаючи на перемогу Вільгельма III, у Великій Британії залишалося чимало прихильників поваленого короля Якова II — якобітів: одразу ж після перевороту спалахнули якобітські повстання в Шотландії та Ірландії. Згодом за ініціативою короля було прийнято «Акт про віротерпимість», який припинив репресії проти баптистів. Обмеження в правах католиків зберігалися до другої половини XIX ст.
Французький король Людовик XIV відмовився визнати досягнення Славної революції. У травні 1689 року Вільгельм III зі згоди парламенту оголосив війну Людовику XIV. Подальші бойові дії вилились у битву на багатьох театрах, зокрема й в Ірландії, звідки Яків II за підтримки французів намагався знову заволодіти троном. 1 липня 1690 року Вільгельм III здобув вирішальну перемогу над якобітами на річці Бойн і конфіскував всі маєтки заколотників.
В цілому ж, правління Вільгельма Оранського було відзначено рядом позитивних перетворень. При ньому розпочався підйом англійської економіки, були укріплені армія і флот, утворена Ост-Індійська компанія. Сходження на престол Вільгельма Оранського ознаменувало настання англійського «золотого століття», яке характеризувалося розквітом наук, мистецтва і зростанням могутності держави.